# سفارانتین
سفارانتین (به انگلیسی: Cepharanthine)یک داروی شیمی‌درمانی و ضدالتهابی و ضد تورمی جدا شده از گیاهان استفانیا است. با توجه به این روش‌ها، در تحقیقات آزمایشگاهی در برابر HTLV موثر شناخته شده است. افزون بر این، با موفقیت برای درمان طیف متنوعی از شرایط پزشکی، از جمله لکوپنی ناشی از اشعه، پورپورای ترومبوسیتوپنیک ایدیوپاتیک، آلوپسی آرآتا، آلوپسی پیترودس، گزش مارهای سمی، خشکی قارچ، سارکوئیدوز، کم‌خونی مقاوم به درمان و بیماری‌های گوناگون مرتبط با سرطان استفاده شده است. هیچ مسئله ایمنی با CEP مشاهده نشده است و عوارض جانبی آن به ندرت گزارش می‌شود.